# Курсруа
Курсруа́ (фр. Courceroy) — коммуна во Франции, находится в регионе Шампань — Арденны. Департамент — Об. Входит в состав кантона Ножан-сюр-Сен. Округ коммуны — Ножан-сюр-Сен.
Код INSEE коммуны — 10106.
Коммуна расположена приблизительно в 90 км к юго-востоку от Парижа, в 90 км юго-западнее Шалон-ан-Шампани, в 55 км к западу от Труа.

## Население
Население коммуны на 2008 год составляло 108 человек.
| 1962 | 1968 | 1975 | 1982 | 1990 | 1999 | 2008 |
| ---- | ---- | ---- | ---- | ---- | ---- | ---- |
| 88   | 78   | 71   | 92   | 103  | 100  | 108  |

## Администрация
| Период | Период | Фамилия       | Партия | Примечания |
| ------ | ------ | ------------- | ------ | ---------- |
| 2001   | 2008   | Жак Массон    |        |            |
| 2008   |        | Марк Шантрель |        |            |

## Экономика
В 2007 году среди 56 человек в трудоспособном возрасте (15—64 лет) 44 были экономически активными, 12 — неактивными (показатель активности — 78,6 %, в 1999 году было 62,5 %). Из 44 активных работали 39 человек (22 мужчины и 17 женщин), безработных было 5 (2 мужчины и 3 женщины). Среди 12 неактивных 5 человек были учениками или студентами, 1 — пенсионером, 6 были неактивными по другим причинам.

## Фотогалерея

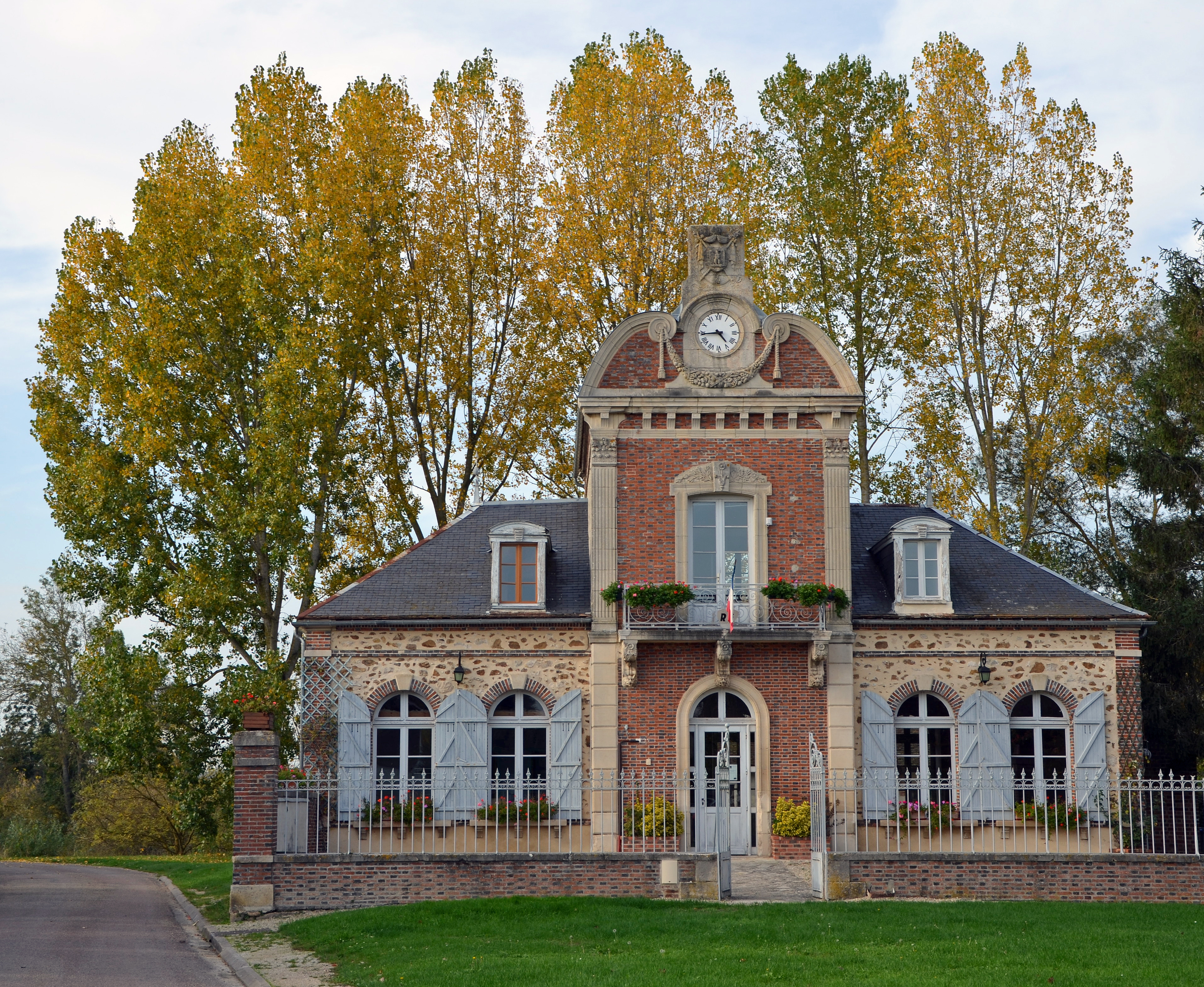
Мэрия
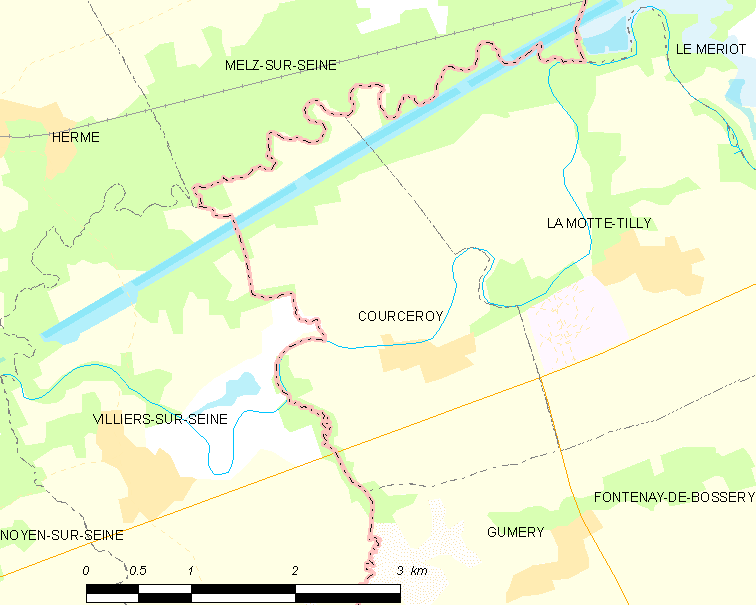
Карта коммуны